# Turku
Turku (ˈturkuⓘ), o Åbo (en sueco ˈoːbuⓘ), es una ciudad situada en la costa suroeste de Finlandia, y es capital administrativa de la región de Finlandia Propia. Situada a orillas del río Aura y fundada en el siglo XIII, es la ciudad más antigua de Finlandia y hasta mediados del siglo XIX la más importante del país. Después de que Finlandia pasase a formar parte del Imperio ruso en 1809, Turku siguió siendo la ciudad más poblada del país hasta 1840, y aún hoy sigue siendo un importante centro cultural y de negocios.
Debido a su localización geográfica, Turku es un importante puerto comercial y de pasajeros, pues más de 3 millones de pasajeros anuales embarcan en el Puerto de Turku hacia Estocolmo y Mariehamn.
Según datos del 31 de diciembre de 2016, contaba con una población de 187.564 habitantes, lo que la convierte en la sexta ciudad de Finlandia. La región de Turku tenía 318.168 habitantes, lo que hace de ella la tercera área urbana del país tras el Gran Helsinki y el área metropolitana de Tampere. De ellos, el 5.2 % habla sueco como primera lengua, por lo que la ciudad es oficialmente bilingüe.

## Toponimia
El nombre finés Turku proviene de la palabra del antiguo eslavo oriental tǔrgǔ, que significa "mercado". Hoy en día, Turku sigue significando "mercado" en algunos dialectos del finés.
El nombre sueco Åbo parece sencillo de explicar, puesto que contiene las palabras å ("río") y bo ("nido" o "vivienda"), de modo que podría traducirse como "la casa del río". Sin embargo, los etimólogos creen que esta explicación es probablemente errónea, puesto que el nombre es antiguo y no existen otros similares. Existe además el antiguo término legal åborätt (algo así como "derecho a vivir aquí"), que daba a los ciudadanos ("åbo") el derecho a vivir en las tierras de la corona.
Se ha sugerido que el nombre Turku hace referencia al mercado y Åbo al castillo.
En finés, el genitivo de Turku es Turun, que significa "de Turku". Los nombres de organizaciones e institutos de esta ciudad suelen empezar con esta palabra, por ejemplo Turun yliopisto para la Universidad de Turku.

## Historia
Turku/Åbo es la ciudad más antigua de Finlandia. No se sabe con exactitud cuando fue fundada, pero su historia documentada empieza en 1229, cuando el Obispado fue trasladado al actual término municipal. Por tanto, la ciudad celebró su 780 aniversario en 2009. Aún hoy en día, el Arzobispado de la Iglesia Evangélico-Luterana de Finlandia tiene su sede en la ciudad y la catedral de Turku es considerada santuario nacional. No obstante, se cree que la ciudad habría nacido ya hacia el año 1150, como punto de encuentro donde los habitantes del interior del país y los navegantes intercambiaban sus mercancías. El nombre en finés, Turku, significa justamente mercado. El nombre en sueco, Åbo, vendría a significar "asentamiento ribereño." El obispo de esta ciudad Mikael Agricola fue, en 1554, el primero en utilizar el finés como lengua escrita para traducir la Biblia a su lengua nativa.
Durante el reinado de Suecia, o sea, hasta el año 1809, Turku fue la capital de Finlandia y conservó su preponderancia como ciudad cultural, eclesiástica y universitaria. Ya en 1640 se había convertido en la primera ciudad universitaria de Finlandia, cuando la reina Cristina de Suecia hizo fundar la Academia de Åbo, una especie de colegio universitario, sucursal de la Academia Real (Kungliga Akademien). Sin embargo, durante la llamada Guerra de Finlandia (1808-1809), Finlandia pasó a formar parte del Imperio ruso. Cuando el zar Alejandro I ordenó, por motivos políticos (consideraba que Turku estaba demasiado vinculada a Suecia), que Helsinki fuese instaurada como nueva capital del Gran Ducado de Finlandia, Turku perdió la capitalidad y las dependencias administrativas. Además, en 1827, un gran incendio devastó la mayor parte de la ciudad, tras lo cual se decidió trasladar también la Academia a Helsinki, donde empezó a funcionar en 1828 (véase Universidad de Helsinki).

## Geografía
Situada en la desembocadura del río Aura, en la costa suroccidental de Finlandia, Turku cubre una superficie de 245 km² de tierra a lo largo de ambas orillas. La parte este, donde se encuentra la catedral de Turku, se conoce comúnmente como täl pual jokke ("este lado del río"), mientras que a la orilla oeste se la conoce como tois pual jokke ("el otro lado del río"). El centro de la ciudad se encuentra cerca de la desembocadura del río y a ambos lados del mismo, aunque el reciente desarrollo urbano ha sido más importante hacia el Oeste.
Hay 10 puentes sobre el río Aura en Turku. El más antiguo de los actuales, Auransilta, fue construido en 1904. El más moderno es el puente peatonal Kirjastosilta ("puente de la biblioteca"), inaugurado en 2013. Existe además un servicio de ferries gratuito para transportar personas y bicicletas.

## Cultura

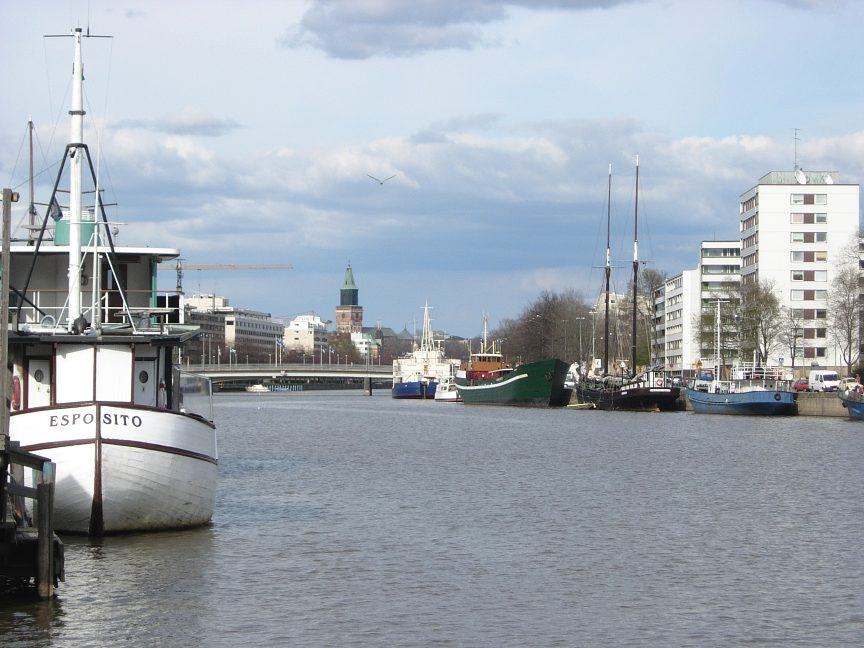
Turku vista desde el río Aura (Aurajoki en finés).

El centro cultural de la ciudad organiza eventos regularmente, como un Mercado Medieval todos los años en el mes de julio. También es la ciudad oficial de la Navidad en Finlandia. El Festival de Música de Turku y el festival de rock Ruisrock (que tiene lugar en la isla de Ruissalo) son de los más antiguos de Escandinavia.
También hay varios museos como Museo de Arte de Turku o el Museo de Arte Wäinö Aaltonen. El Museo Sibelius es el único de Finlandia dedicado a la música. Además, existen otros museos sobre el periodo medieval de la ciudad, como el Castillo de Turku y el museo Aboa Vetus & Ars Nova
Turku fue, junto con Tallin, Capital Europea de la Cultura en 2011.

## Educación
En la actualidad, Turku es una ciudad que cuenta con tres universidades: la Universidad de Turku (en finés, Turun yliopisto), fundada en 1920; la Universidad Åbo Akademi,de lengua sueca, fundada en 1918; y la Escuela Superior de Ciencias Económicas y Empresariales de Turku (en finés, Turun kauppakorkeakoulu), fundada en 1950. Además, tiene un Centro de Investigación y Desarrollo Tecnológico (en finés Turun Teknologiakeskus), en cuyo seno colaboran —especialmente en el campo de las biotecnologías— las universidades, otras instituciones de enseñanza, así como centros de investigación y empresas. La ciudad cuenta también con una llamada Universidad de Ciencias Aplicadas (Turun ammattikorkeakoulu), que, según el sistema de enseñanza finlandés, no es una universidad como tal.

## Economía
A nivel nacional, Turku es una ciudad importante, no solo por su patrimonio histórico y actividad cultural, sino también por su puerto, por su actividad comercial y por ser centro de ferias nacionales e internacionales. A nivel europeo, Turku forma un punto de unión entre Estocolmo y San Petersburgo, ya que cuenta con conexiones regulares de transbordadores, que, en su trayectoria marítima a la capital sueca (unas 11 horas en barco), atraviesan uno de los archipiélagos más bellos del mundo y hacen escala en Mariehamn, capital de las Islas Åland, las cuales gozan de autonomía, o en Långnäs.

## Deporte
- Inter Turku juega en la Veikkausliiga y la Copa de Finlandia.

## Clima
Situado en el mar Báltico y resguardado por las islas del mar del Archipiélago, Turku tiene un clima continental. Al igual que en gran parte del sur de Finlandia, los veranos son calurosos, con temperaturas que llegan hasta los 30 °C e inviernos relativamente fríos con abundantes nevadas. El verano generalmente empieza a finales de mayo y el invierno a finales de octubre. Desde 1955 existe una estación meteorológica en el aeropuerto de Turku, a 47 metros de altitud.
| Parámetros climáticos promedio de Turku Aeropuerto (normales 1991-2020, extremos 1900- presente) | Parámetros climáticos promedio de Turku Aeropuerto (normales 1991-2020, extremos 1900- presente) | Parámetros climáticos promedio de Turku Aeropuerto (normales 1991-2020, extremos 1900- presente) | Parámetros climáticos promedio de Turku Aeropuerto (normales 1991-2020, extremos 1900- presente) | Parámetros climáticos promedio de Turku Aeropuerto (normales 1991-2020, extremos 1900- presente) | Parámetros climáticos promedio de Turku Aeropuerto (normales 1991-2020, extremos 1900- presente) | Parámetros climáticos promedio de Turku Aeropuerto (normales 1991-2020, extremos 1900- presente) | Parámetros climáticos promedio de Turku Aeropuerto (normales 1991-2020, extremos 1900- presente) | Parámetros climáticos promedio de Turku Aeropuerto (normales 1991-2020, extremos 1900- presente) | Parámetros climáticos promedio de Turku Aeropuerto (normales 1991-2020, extremos 1900- presente) | Parámetros climáticos promedio de Turku Aeropuerto (normales 1991-2020, extremos 1900- presente) | Parámetros climáticos promedio de Turku Aeropuerto (normales 1991-2020, extremos 1900- presente) | Parámetros climáticos promedio de Turku Aeropuerto (normales 1991-2020, extremos 1900- presente) | Parámetros climáticos promedio de Turku Aeropuerto (normales 1991-2020, extremos 1900- presente) |
| Mes                                                                                              | Ene.                                                                                             | Feb.                                                                                             | Mar.                                                                                             | Abr.                                                                                             | May.                                                                                             | Jun.                                                                                             | Jul.                                                                                             | Ago.                                                                                             | Sep.                                                                                             | Oct.                                                                                             | Nov.                                                                                             | Dic.                                                                                             | Anual                                                                                            |
| ------------------------------------------------------------------------------------------------ | ------------------------------------------------------------------------------------------------ | ------------------------------------------------------------------------------------------------ | ------------------------------------------------------------------------------------------------ | ------------------------------------------------------------------------------------------------ | ------------------------------------------------------------------------------------------------ | ------------------------------------------------------------------------------------------------ | ------------------------------------------------------------------------------------------------ | ------------------------------------------------------------------------------------------------ | ------------------------------------------------------------------------------------------------ | ------------------------------------------------------------------------------------------------ | ------------------------------------------------------------------------------------------------ | ------------------------------------------------------------------------------------------------ | ------------------------------------------------------------------------------------------------ |
| Temp. máx. abs. (°C)                                                                             | 8.5                                                                                              | 10.2                                                                                             | 15.8                                                                                             | 24.5                                                                                             | 30.0                                                                                             | 32.0                                                                                             | 35.9                                                                                             | 33.0                                                                                             | 28.0                                                                                             | 18.9                                                                                             | 14.1                                                                                             | 11.0                                                                                             | 35.9                                                                                             |
| Temp. máx. media (°C)                                                                            | -1.1                                                                                             | -1.2                                                                                             | 2.6                                                                                              | 9.1                                                                                              | 15.5                                                                                             | 19.5                                                                                             | 22.6                                                                                             | 21.1                                                                                             | 15.7                                                                                             | 8.8                                                                                              | 3.6                                                                                              | 0.7                                                                                              | 9.7                                                                                              |
| Temp. media (°C)                                                                                 | -3.8                                                                                             | -4.5                                                                                             | -1.3                                                                                             | 4.1                                                                                              | 10.0                                                                                             | 14.4                                                                                             | 17.5                                                                                             | 16.2                                                                                             | 11.3                                                                                             | 5.7                                                                                              | 1.5                                                                                              | -1.5                                                                                             | 5.8                                                                                              |
| Temp. mín. media (°C)                                                                            | -6.5                                                                                             | -7.1                                                                                             | -4.7                                                                                             | -0.2                                                                                             | 4.6                                                                                              | 9.3                                                                                              | 12.5                                                                                             | 11.6                                                                                             | 7.4                                                                                              | 2.8                                                                                              | -0.9                                                                                             | -4.1                                                                                             | 2.1                                                                                              |
| Temp. mín. abs. (°C)                                                                             | -35.5                                                                                            | -35.2                                                                                            | -32.8                                                                                            | -21.0                                                                                            | -6.6                                                                                             | -2.2                                                                                             | 1.8                                                                                              | 0.2                                                                                              | -6.9                                                                                             | -15.0                                                                                            | -22.3                                                                                            | -33.8                                                                                            | -35.5                                                                                            |
| Precipitación total (mm)                                                                         | 58                                                                                               | 42                                                                                               | 39                                                                                               | 32                                                                                               | 35                                                                                               | 55                                                                                               | 74                                                                                               | 73                                                                                               | 59                                                                                               | 73                                                                                               | 71                                                                                               | 73                                                                                               | 684                                                                                              |
| Días de precipitaciones (≥ 1 mm)                                                                 | 11                                                                                               | 9                                                                                                | 8                                                                                                | 7                                                                                                | 7                                                                                                | 8                                                                                                | 8                                                                                                | 10                                                                                               | 9                                                                                                | 11                                                                                               | 13                                                                                               | 12                                                                                               | 113                                                                                              |
| Horas de sol                                                                                     | 40                                                                                               | 75                                                                                               | 134                                                                                              | 204                                                                                              | 284                                                                                              | 276                                                                                              | 287                                                                                              | 230                                                                                              | 155                                                                                              | 89                                                                                               | 38                                                                                               | 27                                                                                               | 1839                                                                                             |
| Fuente: ilmatieteenlaitos.fi                                                                     |                                                                                                  |                                                                                                  |                                                                                                  |                                                                                                  |                                                                                                  |                                                                                                  |                                                                                                  |                                                                                                  |                                                                                                  |                                                                                                  |                                                                                                  |                                                                                                  |                                                                                                  |

## Lugares de interés

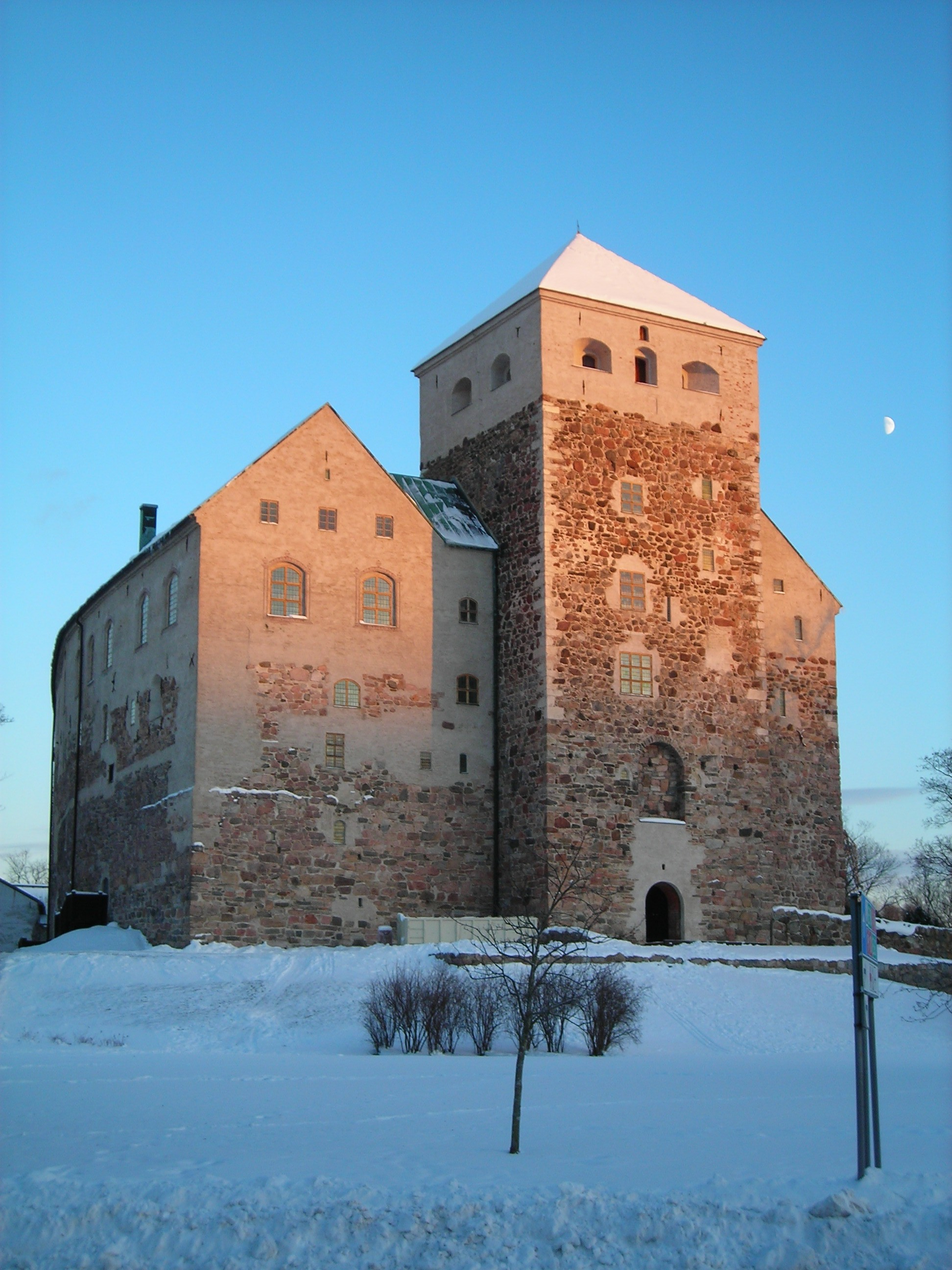
El castillo de Turku es el castillo más antiguo de Finlandia.

El centro histórico de la ciudad se encuentra junto a la catedral, cuya construcción empezó en el siglo XIII (si bien la forma actual data del siglo XV), y la antigua plaza mayor, en la que se encuentran la antigua Casa Consistorial y las casas de Brinkkala, Juselius y Hjelt, que albergan el Centro Cultural municipal. El antiguo edificio de la Academia (1815), frente a la catedral, es hoy en día Tribunal de Apelación. El Rectorado de la Universidad Åbo Akademi (1833), así como otros edificios del siglo XIX, también pertenecen al patrimonio arquitectónico de la ciudad. El castillo de Turku, cuya parte más antigua se remonta a finales del siglo XIII, está ubicado cerca del puerto de pasajeros. De la antigua ciudad quedan también el conjunto de casas de madera en la colina de Vartiovuori (monte de guardia), que se salvó del incendio de 1827, así como la llamada Casa Qwensel, a orillas del río. En Vartiovuori se encuentra el Museo de Artesanía Luostarinmäki y en la Casa Qwensel el Museo de la Farmacia. En cuanto a la arquitectura del siglo XX, cabe mencionar, por ejemplo, los edificios que desde mediados del siglo XX albergan diferentes facultades e instituciones de las tres universidades y que conforman un campus dentro de la ciudad.
También es digno de visitar el Jardín Botánico de Turku, dependencia de la universidad.

## Ciudades hermanadas
- San Petersburgo, Rusia, desde 1953
- Szeged, Hungría, desde 1971
- Gdansk, Polonia, desde 1958
- Florencia, Italia, desde 1992
- Gotemburgo, Suecia, desde 1946
- Aarhus, Dinamarca, desde 1946
- Rostock, Alemania, desde 1963
- Bergen, Noruega, desde 1946
- Colonia, Alemania, desde 1967
- Varna, Bulgaria, desde 1963
- Bratislava, Eslovaquia, desde 1976
- Constanza, Rumanía, desde 1963
- Tianjin, China, desde 2000
- Tartu, Estonia, acuerdo de cooperación
- Tallin, Estonia, acuerdo de cooperación
- Kuressaare, Estonia, acuerdo de cooperación

| Predecesor: Essen Estambul Pécs | Capital Europea de la Cultura junto con Tallin 2011 | Sucesor: Maribor Guimaraes |